# Chrysophyllum imperiale
Chrysophyllum imperiale е вид растение от семейство Sapotaceae. Видът е застрашен от изчезване.

## Разпространение
Разпространен е в Бразилия (Минас Жерайс и Рио де Жанейро).